# Claire Curzan
Claire Curzan (ur. 30 czerwca 2004) – amerykańska pływaczka specjalizująca się w stylu motylkowym, wicemistrzyni olimpijska i sześciokrotna mistrzyni świata.

## Kariera
Na igrzyskach olimpijskich w Tokio w 2021 roku płynęła w wyścigu eliminacyjnym sztafet 4 × 100 m stylem zmiennym i otrzymała srebrny medal, kiedy Amerykanki uplasowały się w finale na drugiej pozycji. W konkurencji 100 m stylem motylkowym zajęła 10. miejsce z czasem 57,42. 